# Воєнний кабінет при Раді національної безпеки і оборони України

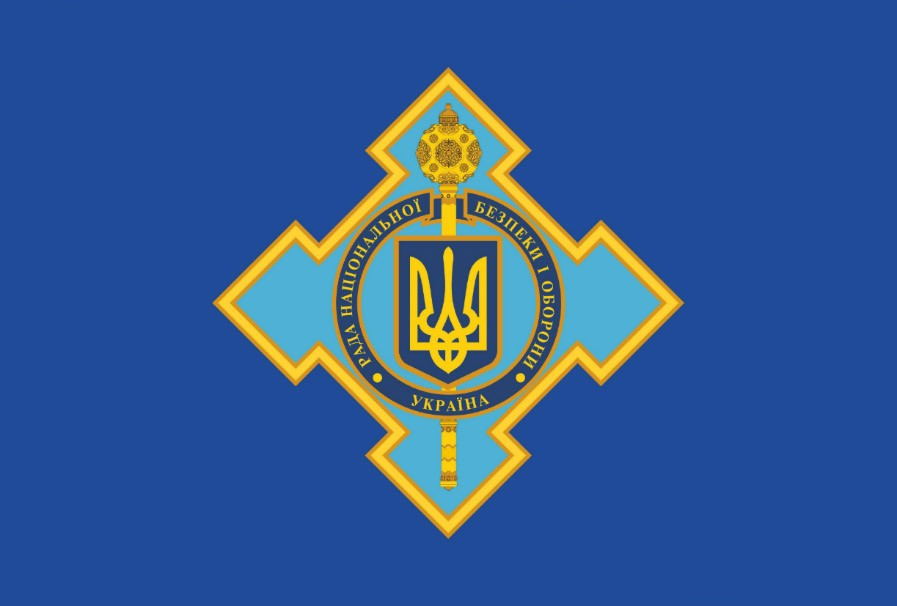
Прапор Ради національної безпеки і оборони

Воєнний кабінет при Раді національної безпеки і оборони України — робочий орган РНБОУ, створений 18 лютого 2015.
24 лютого 2022 року у зв'язку зі збройною агресією Російської Федерації проти України, що загрожує її державній незалежності та територіальній цілісності, для забезпечення стратегічного керівництва Збройними Силами України, іншими військовими формуваннями та правоохоронними органами Президент України Володимир Зеленський на підставі пропозиції Ради національної безпеки і оборони України утворив Ставку Верховного Головнокомандувача та затвердив її персональний склад. Також було припинено діяльність Воєнного кабінету Ради національної безпеки і оборони України.

## Законодавчі повноваження
Діє у відповідності з Конституцією України та законодавством України в сфері національної безпеки та оборони України, а також затвердженого Положення про ВК РНБОУ.

### Основні завдання
- 1) обговорення пропозицій щодо:

застосування сил і засобів структур сектору безпеки і оборони України для відбиття збройної агресії проти України;
керівництва стратегічним розгортанням, підготовкою і застосуванням сил і засобів структур сектору безпеки і оборони України для стратегічних дій, операцій, бойових (спеціальних) дій;
організації взаємодії сил і засобів структур сектору безпеки і оборони України, а також із центральними (місцевими) органами виконавчої влади та органами місцевого самоврядування під час виконання покладених на них завдань в особливий період;
визначення потреб в особовому складі, озброєнні, військовій техніці, матеріально-технічних, енергетичних, фінансових, інформаційних та інших ресурсах, продовольстві, земельних і водних ділянках, комунікаціях, майні для належного виконання структурами сектору безпеки і оборони України завдань із забезпечення оборони держави, підготовки і використання резервів (поповнень), а також потреб у військовій допомозі Україні від іноземних держав і міжнародних організацій та порядку її використання для відсічі агресії;
переведення національної економіки для функціонування в умовах особливого періоду;
прийняття рішень про загальну або часткову мобілізацію, демобілізацію;
інших питань щодо забезпечення стратегічного керівництва Збройними Силами України, іншими військовими формуваннями та правоохоронними органами в особливий період;
- 2) розгляд проектів рішень (планів) щодо застосування сил і засобів структур сектору безпеки і оборони України, рішень (планів) командувачів утворених угруповань військ (сил) стосовно підготовки і проведення операцій, бойових (спеціальних) дій для внесення Радою національної безпеки і оборони України Президентові України відповідних пропозицій;

- 3) доведення до структур сектору безпеки і оборони України рішень з питань керівництва у сферах національної безпеки і оборони України;

- 4) моніторинг стану виконання визначених Президентом України та Радою національної безпеки і оборони України завдань з питань забезпечення національної безпеки і оборони держави в особливий період.

### Повноваження

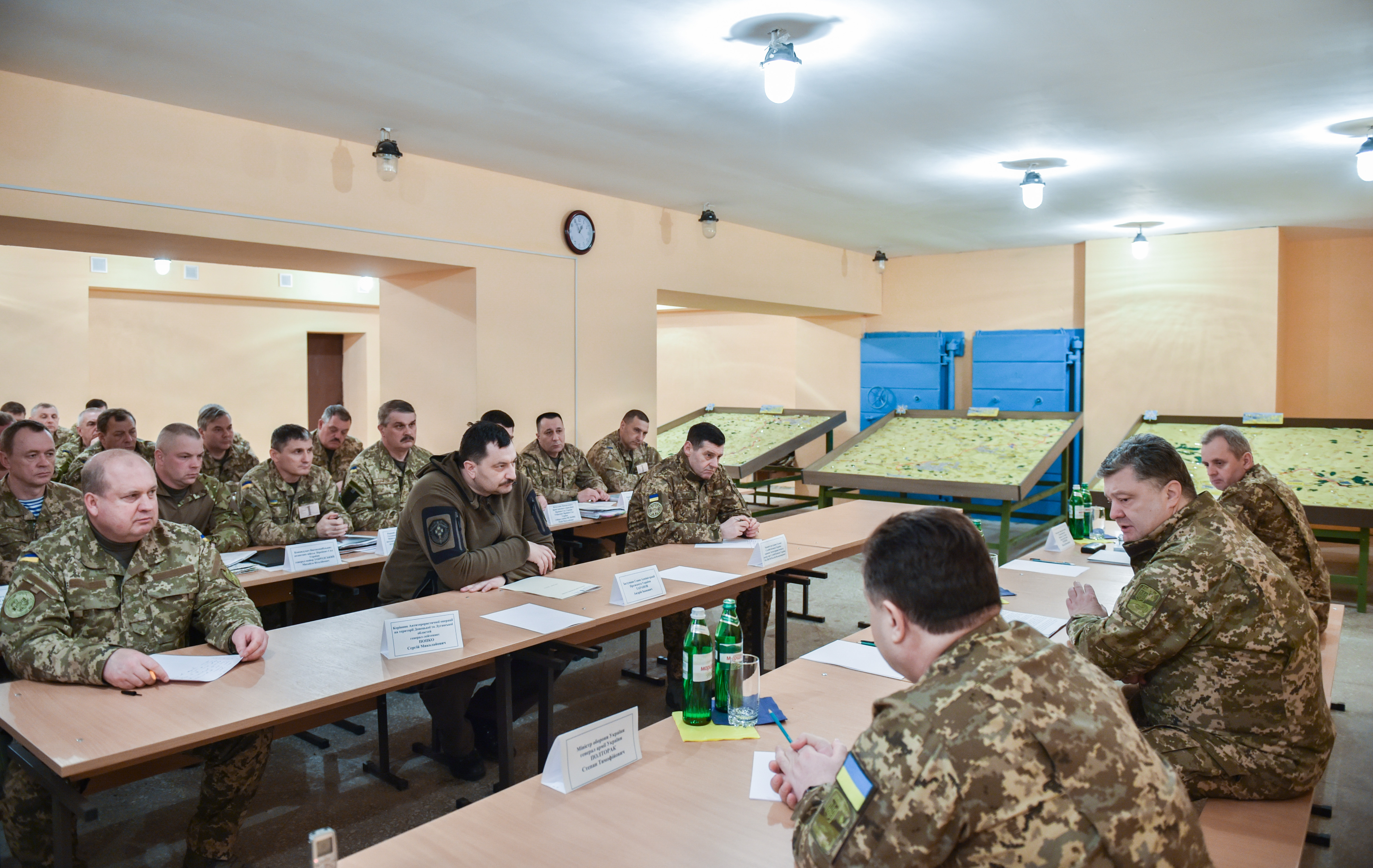
Робоче засідання ВК РНБОУ на передовій, поблизу Донецька у 2016 р.

ВК має право:
одержувати від органів виконавчої влади, органів військового управління, органів місцевого самоврядування, військово-цивільних адміністрацій, підприємств, установ і організацій інформацію, документи та матеріали, необхідні для виконання покладених на нього завдань;
залучати керівників центральних та місцевих органів виконавчої влади, органів військового управління, правоохоронних органів, органів місцевого самоврядування, військово-цивільних адміністрацій до розгляду питань на засіданнях Кабінету;
заслуховувати керівників органів військового управління, правоохоронних органів щодо підготовки та ведення військами (силами) операцій, бойових (спеціальних) дій, ресурсного забезпечення Збройних Сил України, інших військових формувань та правоохоронних органів;
утворювати робочі та експертні групи для опрацювання окремих питань діяльності Кабінету.

### Склад
Кабінет утворюється у складі Голови, секретаря та інших членів, які беруть участь у його роботі на громадських засадах.
Кабінет очолює Голова Ради національної безпеки і оборони України-Верховний Головнокомандувач Збройних сил України — Президент України.
Секретарем Кабінету є за посадою Секретар Ради національної безпеки і оборони України.
До складу Кабінету за посадою входять: Прем'єр-міністр України, Міністр внутрішніх справ України, Міністр закордонних справ України, Міністр оборони України, Голова Служби безпеки України, начальник Генерального штабу Збройних Сил України, Голова Державної прикордонної служби України, командувач Національної гвардії України, Глава Адміністрації Президента України, а також за згодою Голова Верховної Ради України.

### Повноваження Голови ВК
Голова ВК РНБОУ:
здійснює керівництво діяльністю Кабінету, визначає порядок його роботи та головує на засіданнях Кабінету;
затверджує за поданням секретаря Кабінету склад робочих та експертних груп Кабінету;
приймає рішення про запрошення на засідання Кабінету керівників центральних та місцевих органів виконавчої влади, органів військового управління, правоохоронних органів, органів місцевого самоврядування, військово-цивільних адміністрацій, залучення їх до розгляду Кабінетом питань, а також про заслуховування на засіданнях Кабінету керівників органів військового управління, правоохоронних органів;
заслуховує доповіді членів Кабінету про виконання визначених ним завдань, а також доповіді секретаря Кабінету про стан виконання прийнятих Кабінетом рішень.